# سان خافيير
بلدية سان خافيير (بالإسبانية: San Javier) هي بلدية تقع في منطقة مرسية جنوب شرق إسبانيا.

## الديموغرافيا
بلغ عدد سكان بلدية سان خافيير 32.366 نسمة عام 2011 (وفقاً للمعهد الوطني الإسباني للإحصاء).
| 16.773 | 18.267 | 21.782 | 26.337 | 29.167 | 31.432 | 32.366 |

## أعلام
- أنطونيو كاناداس